# Coleophora simulans
Coleophora simulans é uma espécie de mariposa da família Coleophoridae. Pode ser encontrada no Canadá, incluindo a Nova Escócia.
As larvas se alimentam de sementes da planta Antennaria.